# Foot Ball Club Melgar (femenino)
El Foot Ball Club Melgar Femenino es el equipo de fútbol femenino del Foot Ball Club Melgar. Participa en la Liga Femenina FPF, la primera división de fútbol femenino peruano. Tras su primera participación en el fútbol en el año 2000, retornó a la actividad deportiva en 2019.

## Historia
En el año 2000, Melgar por primera vez presentó un equipo oficial que afrontó la Liga Femenina de Arequipa. Después de aquel año, la rama femenina no volvió a tener actividad.

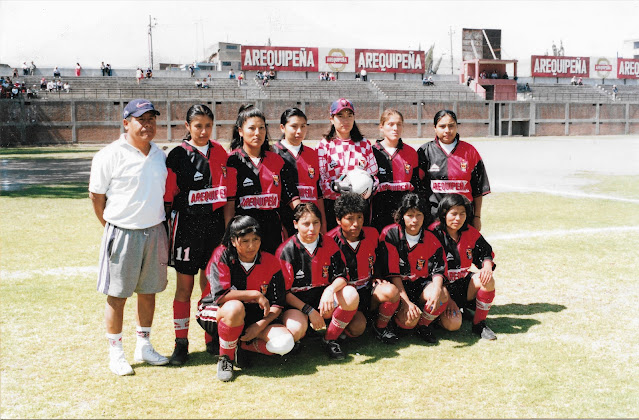
FBC Melgar femenino 2000

El fútbol femenino en el Departamento de Arequipa contó con los precedentes de tener a dos campeonas nacionales: White Star en el Campeonato Peruano de Fútbol Femenino de 2008 y el equipo de Municipalidad de Majes en la Copa Perú Femenina 2018, ambas obteniendo el derecho de participar en la Copa Libertadores de 2009 y 2019, respectivamente.
El día 3 de septiembre de 2018, a través de sus redes sociales, el club anunció que abrió el periodo de pruebas para los equipos femeninos sub-17 y de mayores, llegando a tener a tener a más de 200 personas que participaron en la prueba.
En 2019, el equipo participó de la Copa Femenina Juvenil en las categorías sub-14 y sub-16. En primera instancia, se consagraron campeonas en ambas categorías en el Departamento de Arequipa. Posteriormente, en la etapa regional vencieron a Clorinda Matto de Turner en la categoría sub-14 y Guerreras en la sub-16, para así clasificar a la etapa Interregional que se jugaría en Chimbote. En los tres primeros partidos, la categoría sub-14 ganó sus tres partidos, mientras que la sub-16 ganó uno y perdió los otros dos, con lo cual solo la categoría sub-14 clasificó a las semifinales. En esta ronda venció 3-0 al equipo de Ica, mientras que en la final venció 2-0 al equipo de Ucayali, con lo cual se consagró campeona interregional. Disputó la final de la Liga de Desarrollo de Fútbol Femenino sub-14 ante Sporting Cristal, donde perdería 2-1.
En 2020 se disputaría la primera edición de la Liga Femenina FPF, la primera división semiprofesional, donde Melgar podía optar a participar al ser un equipo que participaba en la Liga 1 masculina, sin embargo optaron por no participar. Posteriormente, tras la llegada de la pandemia de COVID-19, hubo ciertas restricciones en actividades deportivas, las cuales se extendieron hasta 2021, donde el equipo no pudo llegar a disputar torneos en cualquier categoría.

### 2022: Campeonas de la Copa Perú y ascenso a la Liga Femenina
El día 17 de marzo, se oficializaba a Lucy Rodríguez como la directora técnico del equipo, quien además había sido la portera del equipo que disputó la Liga de Arequipa en el año 2000. Al mes siguiente se confirmaba que Melgar participaría de la Copa Perú Femenina 2022, en búsqueda del ascenso a primera división.
En el mes de junio se iniciaba la competición, donde comenzarían participando en la Liga Distrital de Cayma. A lo largo de 7 fechas, disputaron 6 partidos, donde obtuvieron 5 victorias y 1 empate, avanzando así a la Etapa Provincial de Arequipa.
En la Etapa Provincial, lograron 2 victorias y 1 empate, lo que le permitió avanzar a las semifinales. En esta ronda eliminaron con un 4-0 al White Star. En la final perderían 1-3 ante la Escuela Deportiva Stella Maris, sin embargo pudieron avanzar a la Etapa Departamental.
En las semifinales de la Etapa Departamental enfrentó a FC Galaxy de la provincia de Caylloma, al cual venció 9-0 como local y 2-0 como visitante, avanzando así a la gran final, donde volvería a enfrentarse a Stella Maris. La final se disputó a partido único en el estadio Melgar, donde esta vez vencerían 3-2, logrando avanzar a la Etapa Regional.
Conformando la Región VII, disputarían en Tacna un triangular ante las campeonas departamentales de Tacna y Moquegua, Virgen de la Natividad y Bolívar Academia, respectivamente. En su primer partido vencieron 1-0 a Bolívar Academia y cerraron ganando 2-1 a Virgen de la Natividad, con lo cual clasificaron a la Etapa Nacional.
En los cuartos de final enfrentaron en el Cuzco al Atlético Andahuaylas de Apurímac. Se iban al entretiempo perdiendo 1-0. A los minutos de comenzado el segundo tiempo, Sofía Aguayo empataría de tiro libre, sin embargo Andahuaylas se volvía a adelantar en el marcador. En los últimos 10 minutos de partido, Melgar daría vuelta al resultado con goles de Maricielo Mamami y nuevamente, Aguayo, para así vencer 3-2 y clasificar a las semifinales.
Dos semanas después se disputaron las semifinales, en el Estadio Municipal de La Molina, en Lima. Realizado el sorteo, Melgar tuvo que enfrentar a Sporting Victoria de Iquitos, Loreto. Tras 90 minutos de juego, empataron 0-0, con lo cual se fueron a la tanda de penales. Benny Chávez anotaría el primero en favor de Melgar, mientras que la pateadora de Sporting Victoria erró el suyo. Posteriormente, Fiorella Machaca, Maricielo Mamani y Fernanda Cervantes anotaron sus penales, mientras que el equipo rival hizo lo mismo. Sofía Aguayo fue la encarga de ejecutar el quinto penal, aunque la portera rival le atajó su disparo. Sporting Victoria tuvo la oportunidad de anotar y alargar la tanda de penales, sin embargo Melissa Pérez le atajó el penal a la rival, con lo cual concluyó la tanda y consiguieron la victoria por 4-3, clasificando a la final y consiguiendo el ascenso a la Liga Femenina Profesional.
En la final enfrentaron Defensores del Ilucán de Cutervo, Cajamarca. A los 36 minutos del partido, Defensores del Ilucán tuvo un penal a su favor, después de que el balón chocara en la mano de Fiorella Machaca. Un minuto después, Melissa Pérez le atajaría el penal. A lo largo del partido, Defensores del Ilucán era quien atacaba más, sin embargo no pudieron anotar, haciendo incluso que Pérez sea la más destacada del equipo. Llegado los 90 minutos de partido, se dieron 4 minutos de adición. En el minuto 90+2, el equipo rival decidió cambiar de portera, preparándose para la tanda de penales. Habiéndose hecho el cambio, Mamani ejecutó un saque de banda y tras una serie de rebotes en el área rival, Yaquelin Sucapuca disparó al arco rival y, en complicidad de la arquera rival recién ingresada, anotaría el gol del título en el minuto 90+3. De esta manera, Melgar se consagró campeona de la Copa Perú.
| La Campaña                        | La Campaña              | La Campaña              | La Campaña              | La Campaña              |
| Liga Distrital de Cayma           | Liga Distrital de Cayma | Liga Distrital de Cayma | Liga Distrital de Cayma | Liga Distrital de Cayma |
| Jornada                           | Ciudad                  | Equipo 1                | Score                   | Equipo 2                |
| --------------------------------- | ----------------------- | ----------------------- | ----------------------- | ----------------------- |
| Fecha 1                           | Arequipa                | Melgar                  | 6 - 0                   | Hatun Colca             |
| Fecha 2                           | Arequipa                | Sporting Medina         | 0 - 1                   | Melgar                  |
| Fecha 3                           | Arequipa                | Melgar                  | 11 - 0                  | Mirador Yanahuara       |
| Fecha 4                           | Arequipa                | Melgar                  | 9 - 0                   | Club Vepia              |
| Fecha 5                           | Arequipa                | Melgar                  | 1 - 1                   | Club Raza Arequipa      |
| Fecha 6                           | Arequipa                | Melgar                  | 16 - 0                  | Clan Medina             |
| Fecha 7                           | Descanso                | Descanso                | Descanso                | Descanso                |
| Etapa Provincial de Arequipa      |                         |                         |                         |                         |
| Fecha 1                           | Arequipa                | Melgar                  | 2 - 0                   | Atlético Arequipa       |
| Fecha 2                           | Arequipa                | Melgar                  | 2 - 2                   | Stella Maris            |
| Fecha 3                           | Arequipa                | Melgar                  | 9 - 0                   | Sport Luna              |
| Semifinales                       | Arequipa                | Melgar                  | 4 - 0                   | White Star              |
| Final                             | Arequipa                | Melgar                  | 1 - 3                   | Stella Maris            |
| Etapa Departamental de Arequipa   |                         |                         |                         |                         |
| Semifinales - Ida                 | Arequipa                | Melgar                  | 9 - 0                   | FC Galaxy               |
| Semifinales - Vuelta              | Majes                   | FC Galaxy               | 0 - 2                   | Melgar                  |
| Final                             | Arequipa                | Melgar                  | 3 - 2                   | Stella Maris            |
| Etapa Regional − Region VII       |                         |                         |                         |                         |
| Fecha 1                           | Tacna                   | Melgar                  | 1 - 0                   | Bolívar Academia        |
| Fecha 2                           | Tacna                   | Virgen de la Natividad  | 1 - 2                   | Melgar                  |
| Etapa Nacional                    |                         |                         |                         |                         |
| Cuartos de final                  | Cuzco                   | Melgar                  | 3 - 2                   | Atlético Andahuaylas    |
| Semifinales                       | Lima                    | Melgar                  | 0 - 0 (4-3 p.)          | Sporting Victoria       |
| Final                             | Lima                    | Melgar                  | 1 - 0                   | Defensores del Ilucán   |
| Melgar Campeón Copa Perú Femenina |                         |                         |                         |                         |

 Goleadoras:

A lo largo del torneo, el equipo anotó 83 goles, distribuidos de la siguiente manera:
| Jugadora           | Goles |
| ------------------ | ----- |
| Sofía Aguayo       | 22    |
| Marife Ramos       | 12    |
| Maricielo Mamani   | 12    |
| Rossy Quispe       | 11    |
| Camila Perochena   | 10    |
| Benny Chávez       | 5     |
| Rosa Ahjima        | 3     |
| Ariana Alpaca      | 2     |
| María Jesús Chávez | 1     |
| Luciana Eguiluz    | 1     |
| Abigail Chávez     | 1     |
| Anapaula Márquez   | 1     |
| Amalia Pimentel    | 1     |
| Yaquelin Sucapuca  | 1     |

### 2023: Primera temporada en la Primera División
Para la temporada debut en la Liga Femenina FPF, se tomó la decisión de que asuma Javier Uturunco como el director técnico del equipo, mientras que Lucy Rodríguez pasaría a ser su asistente técnica. En cuanto al plantel de jugadoras, se mantuvo gran base del plantel ganador de la Copa Perú, reforzándose con algunas jugadoras destacadas en dicha competición, como el caso de Alba Soto, Alexandra Vargas y Flora Tunque. En cuanto a los refuerzos extranjeros, se contrató a la arquera colombiana Gina Figueroa, proveniente de Alianza Petrolera y a la delantera colombiana Johana Parada, proveniente de Real Santander. El fichaje con más renombre fue la de la mediocampista, ex-seleccionada nacional y arequipeña, Maribel Ugarte, quien terminaría sufriendo una lesión a mitad de temporada que la marginó el resto del año.
El debut en la Liga Femenina FPF 2023 se haría de visitante y en Trujillo, para enfrentar a la Universidad César Vallejo. Las rojinegras comenzarían ganando con dos goles en los minutos 18 y 24, hechos por Sofía Aguayo de tiro libre y un remate de larga distancia de Johana Parada, mientras que las trujillanas descontarían un minuto después, sin embargo Melgar conseguiría su primera victoria por un 2-1. Volverían a ganar en la fecha siguiente, siendo locales y por primera vez en el Estadio Monumental de la UNSA, con un marcador de 5-3 ante Atlético Trujillo, gracias a cuatro goles hechos por Johana Parada y uno de Maribel Ugarte. La primera derrota llegaría en la tercera fecha, cuando perdieron 2-0 de visita ante Sporting Cristal. En las próximas fechas el equipo no levantaría cabeza, ya que en las siguientes siete fechas solo consiguieron una victoria, de locales 3-1 ante Deportivo Municipal, mientras que empatarían dos partidos y perderían en los otros cuatro, incluyendo una derrota de local por 0-8 ante Universitario. Volverían a la victoria en la fecha 11, cuando ganaron de visita 2-1 a Ayacucho FC. En este punto, faltaban dos fechas para finalizar la fase regular, ubicándose en la octava posición y encontrándose a tres puntos de la zona de ingreso a los play-offs por el campeonato. Una derrota en la penúltima fecha por 9-0 como visitantes ante Alianza Lima las marginarían a disputar los play-offs por el descenso. Finalizarían esta fase ganando 3-1 de local a la Universidad San Martín. Terminarían en la octava posición de catorce equipos.
De cara a la siguiente etapa, se reforzaron con la centrocampista colombiana, Sara Vargas, proveniente de Atlético Huila; mientras que Fiorella Machaca sería separada del equipo en el transcurso de las siguientes fechas. Integraron el Grupo B de los play-offs por el descenso, junto a FC Killas, Ayacucho FC y Universidad San Martín, teniendo el objetivo de no finalizar últimas del grupo, lo cual significaba la pérdida de categoría. El primer partido lo conseguirían ganar de visitante a Ayacucho con un solo gol de Sofía Aguayo. Los dos siguientes partidos serían en casa, logrando ganar ambos por 3-1 y 3-2, a San Martín y Killas, en ese orden. Esa última victoria las consolidaban como líderes del grupo y ya con la categoría salvada, ya que la última posicionada, San Martín, tenía -1 de puntos. Los dos siguientes partidos serían de visitantes y en Lima, siendo un empate sin goles ante Killas y una derrota 2-1 ante San Martín, quienes ya se encontraban sin chances de salvar la categoría. Cerraron su participación en el torneo como locales en el Estadio de La Tomilla, siendo una victoria 4-1 ante Ayacucho, con dos goles de Johana Parada, uno de Camila Perochena y uno de Sara Vargas.
La colombiana Johana Parada terminaría como goleadora del equipo con ocho goles, seguida de la arequipeña Camila Perochena con seis goles. A lo largo del año, algunas jugadoras fueron convocadas para la selección nacional, en sus categorías juveniles. Sofía Aguayo, con 17 años, fue convocada para la categoría sub-20 y sub-17. Benny Chávez, con 19 años, fue convocada para la sub-20, mientras que Alexa Zevallos y Alba Soto, de 15 y 14 años, respectivamente, fueron convocadas para la categoría sub-17.

### 2024
De cara a la temporada 2024, sufrirían las bajas de Sara Vargas, quien en septiembre, ya habiendo finalizado la Liga, se iría al Hapoel Be'er Sheva de Israel; la de Johana Parada, quien volvería su país para jugar en Cúcuta Deportivo; mientras que la capitana y mayor promesa del equipo, Sofía Aguayo, se iría al Sporting Cristal. Aunque se aseveraba que Uturunco continuaría al mando del equipo, el día 12 de febrero, se confirmó como nuevo director técnico a Víctor Balta, exfutbolista en la posición de defensa, que tuvo un paso por el equipo masculino entre los años 2012 y 2014. El día 20 de febrero, se anunciaban los primeros refuerzos, llegando tres extranjeras: la defensa Melissa Morales proveniente de Junior de Barranquilla y la delantera exseleccionada nacional, Sara Angulo, llegada de Al-Istiqlal de Jordania, ambas colombianas; junto a la defensa venezolana preseleccionada nacional en 2017, Mercy Carrillo, proveniente de Caracas FC. Además, se reforzó con la delantera extremo arequipeña de 18 años, Raquel Bilcape, de paso destacado en Stella Maris. Por otro lado, se anunció la renovación de la arquera colombiana Gina Figueroa.
El día 4 de marzo, a través de sus redes sociales, se presentó a las veinticuatro futbolistas que comenzarían la temporada 2024. Se destacó que nueve futbolistas (sin contar a Vargas, Parada y Aguayo) que siguieron en el plantel hasta fin de temporada no continuarían, destacándose la ausencia de Benny Chávez y Maribel Ugarte, aunque esta última no había sido presentada aún debido a la lesión que acarreó desde el año pasado. Por otro lado, se presentaron a otras seis futbolistas (sin contar a las ya presentadas como refuerzos), siendo tres provenientes de equipos del fútbol arequipeño de ascenso y tres promovidas de las divisiones menores. Además, se presentó al comando técnico, reafirmándose a Lucy Rodríguez como asistente técnica y notándose a Daysi Villagra, quien fuese la cuarta portera del equipo el año pasado, como preparadora de arqueras de menores. Previo al comienzo del torneo, Alexa Zevallos y la ex-Melgar, Sofía Aguayo, fueron convocadas para el Campeonato Sudamericano Femenino Sub-17. Zevallos jugaría en los cuatro partidos y aportaría con una asistencia en la victoria por 1-0 ante Venezuela, siendo este el único gol que la selección hizo durante el torneo.
El día 23 de marzo se dio el debut de Melgar en el torneo de 2024, visitando en Tarapoto a Biavo FC. Con Yaquelin Sucapuca como nueva capitana del equipo, empatarían 1-1 con gol de Erika Laucata, tras comenzar perdiendo. En la segunda fecha conseguirían su primera victoria, jugando en La Tomilla ante la Universidad César Vallejo, con un solitario gol de la debutante Raquel Bilcape, tras una gran acción individual. En la tercera fecha, vencerían de visitante por 1-0 al Deportivo Municipal con un gol de Camila Perochena, siendo esta la primera vez que Melgar ganaba en la capital desde su ascenso. En la cuarta fecha, tras un partido luchado, tendrían su primera derrota tras caer 1-2 de local ante Alianza Lima. El equipo reafirmaría su buen comienzo de temporada tras ganar los dos siguientes partidos: en Cusco 1-0 a UNSAAC y en casa 2-0 a Killas FC. Volverían a perder en la siguiente fecha de visita ante Carlos A. Mannucci por 2-1. En la novena fecha conseguirían una victoria clave tras vencer de local por 1-0 a Sporting Cristal. Posteriormente, visitarían a Universitario en Campo Mar, donde caerían por 2-0.
El buen comienzo de temporada de Raquel Bilcape, con 7 goles anotados en 7 partidos jugados, conllevó a que el día 20 de mayo sea convocada por primera vez a la selección femenina, para disputar un par de amistosos ante la selección de Nicaragua, siendo esta la primera vez que una jugadora de Melgar llegaba a la selección adulta. Los dos partidos fueron disputados en tierra nicaragüense, siendo Bilcape titular en ambos y siendo doble derrota por 1-0.
Tras la para por dos semanas del torneo por los partidos amistosos de la selección femenina, el equipo tuvo que afrontar los últimos tres partidos de la Primera Fase para asegurar su clasificación a los play-offs por el campeonato; siendo el primero de ellos en casa ante Defensores del Ilucán, empatando sin goles. En la penúltima fecha, visitarían la cancha El Libertador para hacer frente a Ayacucho FC, a quienes golearían por 7-1 y de esta manera, asegurarían estar dentro de las seis primeras del campeonato, entrando así por primera vez a los play-offs por el campeonato. Cerraron con una victoria en casa por 4-0 a la Academia Cantolao. Previo al comienzo del Hexagonal Final, Bilcape volvería a ser convocada a la selección nacional, esta vez para un par de amistosos de visitante ante El Salvador. Fue titular en ambos partidos, que culminaron en derrotas por 3-1 y 3-0.
En la primera fecha del Hexagonal Final viajaron a Trujillo para enfrentar a Carlos A. Mannucci, el cual significaba el regreso de Maribel Ugarte, tras haber estado lesionada desde la temporada pasada, dándose su debut en el segundo tiempo. El partido sería complicado, y terminarían perdiendo 1-0 con un gol en el segundo tiempo. El torneo entraría en receso por los amistosos de la selección femenina, llegando en estos días como refuerzo la extremo derecha colombiana Karina Franco, proveniente de Cúcuta Deportivo. En la segunda fecha fueron locales ante Sporting Cristal, con quienes empatarían sin goles, complicando sus chances de clasificar a las semifinales, ya que en las siguientes dos fechas viajarían a Lima para enfrentar a Alianza Lima y a Universitario. Ante las íntimas caerían 4-0 y contra las cremas perderían 4-1, anotando Karina Franco el descuento tras un gran remate desde fuera del área. Con un solo punto en su haber, cerrarían en la última fecha de local ante las últimas, Defensores del Ilucán, obligadas a ganar por más de tres goles y esperando una derrota de Sporting Cristal ante Universitario, para poder quedar en cuarta posición y entrar a las semifinales. Harían de local por primera vez en el Centro de Alto Rendimiento de Mollebaya. Con cinco goles de Bilcape y uno de Angulo, ganarían por 6-0 a las cutervinas, aunque no bastaría para poder superar en la tabla de posiciones a las rimenses, ya que estas empatarían sin goles ante Universitario, quedando finalmente en quinta posición.
Habiendo acabado el campeonato, Raquel Bilcape sería convocada por tercera vez en el año a la selección nacional para enfrentar en un par de amistosos a Bolivia. Fue titular en ambos partidos, siendo en el primero de ellos, que se jugó el 26 de octubre, en el estadio Iván Elías Moreno, donde anotaría su primer gol con la selección nacional, el cual sirvió para dar la victoria por 1-0. En el siguiente duelo vencieron 2-1. Bilcape por el torneo nacional anotó trece goles, siendo la goleadora del equipo, la tercera en la tabla de goleadoras, además de haber sido incluida en el once ideal del torneo.

### 2025
Previo al inicio de la temporada, el club firmaría un convenio con la Universidad Católica de Santa María, con el fin de brindar oportunidades académicas a las integrantes del plantel.
De cara a la nueva temporada, siete jugadoras no continuarían en el equipo, destacando la salida de Maricielo Mamani y la de cuatro extranjeras: las colombianas Figueroa, Morales, Angulo y Franco. En su lugar seis serían las nuevas jugadoras, donde resaltarían la portera Piareli Valdivia, arequipeña y proveniente de Carlos A. Mannucci, donde fue subcampeona nacional en 2022; Priscila Bustos, defensa argentina de 20 años y proveniente de Talleres de Córdoba a préstamo; junto a la delantera colombiana Anyella Martínez, proveniente de la Universidad César Vallejo, donde fue su goleadora con seis anotaciones, además de haber jugado el Mundial Femenino Sub-17 de 2012, donde brindó una asistencia.
Bilcape volvió a jugar un partido amistoso con la selección, siendo victoria por 3-2 ante Cuba. Alba Soto y Alexa Zevallos jugarían como titulares en dos amistosos ante la sub-17 de Chile, donde perderían ambos por 4-0. Soto pudo portar la banda de capitana. Posteriormente Soto, Zevallos junto a Lía Chambi serían seleccionadas para disputar el Campeonato Sudamericano Femenino Sub-17. Las tres tendrían acción, reafirmándose Soto como capitana. Ganarían dos partidos en la primera etapa; uno de ellos por 3-1 ante Bolivia, en donde Soto brindaría una asistencia; y perderían en otros dos, siendo en la derrota 3-1 ante Ecuador donde Zevallos dio un centro para generar el autogol de las rivales. Quedaron terceras de su grupo y avanzaron al Hexagonal final. En la etapa final, perderían todos los duelos y no podrían clasificar al mundial.
El torneo lo comenzarían goleando en casa 5-0 a UNSAAC, para después caer en una mala racha, ya que empatarían 1-1 ante Defensores del Ilucán en Huamachuco y 0-0 ante Mannucci como locales, para después caer por 6-0 de visita ante Alianza Lima y empatar en Arequipa 1-1 ante Biavo.
El día 28 de abril, Piareli Valdivia, a la edad de 33 años, fallecería de manera repentina tras sufrir un paro cardiorrespiratorio durante la noche de aquel lunes. Pia, natural de Aplao, tuvo una extensa trayectoria por el fútbol nacional y su último paso sería en Melgar, donde pudo disputar los primeros cinco partidos del torneo.
Tras suspender su siguiente partido debido al luto, volverían a perder, esta vez de visita por 2-1 ante Real Áncash. Se repondrían logrando una gran victoria en casa ante Sporting Cristal, remontando un 1-2 para ganarlo por 3-2 en el tiempo adicionado. Empatarían 0-0 ante Vallejo en Trujillo, para después ganar en casa por 2-1 a Flamengo FBC y por 4-2 a Killas, donde Bilcape anotaría un hat-trick y sería elegida la MVP de la fecha 10, además que serían elegidas como el equipo de la fecha, al igual que Balta como el DT de la fecha. Esta última victoria sirvió para asegurar estar entre las seis primeras y avanzar a las play-offs del Torneo Apertura. Cerrarían visitando a Universitario y perdiendo por 3-0. Quedaron en cuarta posición y tuvieron la ventaja de ser locales en el partido único de los cuartos de final ante las que quedaron en quinta posición, Defensores del Ilucán.
Por los cuartos de final ante Defensores del Ilucán, jugarían en el CAR de Mollebaya. Al entretiempo se irían ganado 3-1, con un gol de Anyella Martínez y un doblete de Raquel Bilcape; en el complemento se sellaría la goleada por 5-1 gracias a goles de Alexa Zevallos y Ayumi Bustamante. Clasificadas a las semifinales, el partido de ida se jugará en el Monumental de la UNSA, donde harán de local por primera vez en la temporada.

## Indumentaria
| Proveedor actual  | Patrocinadores                 |
| ----------------- | ------------------------------ |
| Walon (2019-act.) | Stake (2025-act.)              |
| Walon (2019-act.) | Weber Saint-Gobain (2024-act.) |
| Walon (2019-act.) | Ö WOW Perú (2024-act.)         |

- Uniforme titular: camiseta roja y negra tradicional, short negro y medias negras. Recibe el nombre de Gloria.
- Uniforme visitante: camiseta amarilla con acabados rojo y negro, short blanco y medias blancas. Recibe el nombre de Nobleza.

### Evolución

#### Uniforme titular
| 2000 | 2019 | 2022 | 2023 | 2024 | 2025 |

#### Uniforme suplente
| 2000 | 2019 | 2022 | 2023 | 2024 | 2025 |

## Datos del Club
- Temporadas en 1.ª División: 3 (2023-Act.)
- Temporadas en Copa Perú: 1 (2022)
- Mejor puesto en 1.ª División: 5.º (2024).
- Peor puesto en 1.ª División: 8.º (2023).
- Primer partido en campeonatos nacionales: Universidad César Vallejo 1:2 Melgar (3 de abril de 2023).
- Mayor goleada conseguida
  - En campeonatos nacionales de local: Melgar 6:0 Defensores del Ilucán (3 de agosto de 2024).
  - En campeonatos nacionales de visita: Ayacucho FC 1:7 Melgar (16 de junio de 2024).
  - En campeonatos amateurs de local: Melgar 9:0 FC Galaxy (18 de septiembre de 2022).
  - En campeonatos amateurs de visita: FC Galaxy 0:2 Melgar (25 de septiembre de 2022).
  - En campeonatos amateurs en cancha neutral: Melgar 16:0 Clan Medina (24 de julio de 2022).
- Mayor goleada recibida:
  - En campeonatos nacionales de local: Melgar 0:8 Universitario (3 de junio de 2023)
  - En campeonatos nacionales de visita: Alianza Lima 9:0 Melgar (17 de junio de 2023)
  - En campeonatos amateurs en cancha neutral: Melgar 1:3 Stella Maris (11 de septiembre de 2022).

## Organigrama deportivo

### Plantilla y cuerpo técnico
- En la columna 'Internacional', las jugadoras marcadas en negrita fueron seleccionadas en la última convocatoria o microciclo de la selección en su respectiva categoría. Las jugadoras no marcadas en negrita, han sido seleccionadas o preseleccionadas alguna vez en sus respectivas categorías desde que juegan en Melgar.

### Altas y bajas 2025

#### Primer semestre
| Altas            |            |                           |           |
| Futbolista       | Posición   | Procedencia               | Tipo      |
| Treisy Gonzáles  | Guardameta | FC Atlético Majes         | Libre     |
| Piareli Valdivia | Guardameta | Carlos A. Mannucci        | Libre     |
| Priscila Bustos  | Defensa    | Talleres de Córdoba       | Cesión    |
| Anyella Martínez | Delantera  | Universidad César Vallejo | Libre     |
| Sabrina Huamani  | Defensa    | Menores                   | Promovida |
| Hayra Pumaccahua | Defensa    | Menores                   | Promovida |

| Bajas            |                |                      |       |
| Futbolista       | Posición       | Destino              | Tipo  |
| Nikol Ccari      | Guardameta     | Bandera de ?         | Libre |
| Gina Figueroa    | Guardameta     | Bandera de ?         | Libre |
| Melissa Morales  | Defensa        | Bandera de ?         | Libre |
| Maricielo Mamani | Centrocampista | Bandera de ?         | Libre |
| Astrid Torres    | Centrocampista | Bandera de ?         | Libre |
| Karina Franco    | Extrema        | Atlético Bucaramanga | Libre |
| Sara Angulo      | Delantera      | Bandera de ?         | Libre |
| Piareli Valdivia | Guardameta     | Fallecimiento        | -     |

#### Segundo semestre
| Altas        |          |              |       |
| Futbolista   | Posición | Procedencia  | Tipo  |
| Bandera de ? |          | Bandera de ? | Libre |

| Bajas        |          |              |       |
| Futbolista   | Posición | Destino      | Tipo  |
| Bandera de ? |          | Bandera de ? | Libre |

### Jugadoras Internacionales
- Nota: Jugadoras parte de la última convocatoria en la correspondiente categoría.
- Actualizado al 28 de abril de 2025.

| Selección | Categoría | # | Jugadora                            | Fecha de Convocatoria | Contexto                                     |
| Perú      | Absoluta  | 1 | Raquel Bilcape                      | 20 de marzo de 2025   | Fecha FIFA de marzo/abril de 2025            |
| Perú      | Sub-20    | − | −                                   | −                     | −                                            |
| Perú      | Sub-17    | 3 | Lía Chambi Alba Soto Alexa Zevallos | 28 de abril de 2025   | Lista final para Sudamericano Sub-17 de 2025 |

### Jugadoras Ex-Internacionales
- Nota 1: En categorías menores, jugadoras en negrita aún pueden ser convocadas para su respectiva categoría.
- Nota 2: Jugadoras con un * fueron convocadas cuando no pertenecían a Melgar.
- Nota 3: Algunas jugadoras pueden haber pasado por diversas categorías de su selección nacional, sin embargo en el cuadro se considera la convocatoria a la categoría más alta.

| Selección | Categoría | # | Jugadora          | Fecha de Última Convocatoria | Contexto     |
| Colombia  | Absoluta  | 1 | Anyella Martínez* | 2014                         | ¿?           |
| Perú      | Absoluta  | 1 | Maribel Ugarte*   | ¿?                           | ¿?           |
| Perú      | Sub-20    | 1 | Alexa Zevallos    | 9 de octubre de 2024         | Microciclo   |
| Perú      | Sub-17    | − | −                 | −                            | −            |
| Venezuela | Absoluta  | 1 | Mercy Carrillo*   | 2017                         | Preconvocada |

## Estadísticas

### Estadísticas del club

#### Por competición
- En negrita competiciones en activo.

| Torneo             | TJ | PJ | PG | PE | PP | GF  | GC | Dif. | Puntos | Mejor desempeño          |
| ------------------ | -- | -- | -- | -- | -- | --- | -- | ---- | ------ | ------------------------ |
| Liga Femenina FPF  | 3  | 48 | 22 | 10 | 16 | 80  | 79 | +1   | 76     | Fase de Campeonato − 5.º |
| Copa Perú Femenina | 1  | 19 | 15 | 3  | 1  | 83  | 11 | +72  | 48     | Campeonas                |
| Total              | 4  | 67 | 37 | 13 | 17 | 163 | 90 | +73  | 124    | —                        |

#### Por rival
| Rival                     | PJ | PG | PE | PP | GF  | GC | Dif. | %    | Pts. | +/− |
| ------------------------- | -- | -- | -- | -- | --- | -- | ---- | ---- | ---- | --- |
| Ayacucho FC               | 4  | 4  | 0  | 0  | 14  | 3  | +11  | 100% | 12   | +4  |
| Defensores del Ilucán     | 6  | 3  | 2  | 1  | 13  | 6  | +7   | 61%  | 11   | +2  |
| FC Killas                 | 5  | 3  | 2  | 0  | 10  | 5  | +5   | 73%  | 11   | +3  |
| Universidad César Vallejo | 3  | 2  | 1  | 0  | 3   | 1  | +2   | 78%  | 7    | +2  |
| Sporting Cristal          | 4  | 2  | 1  | 1  | 4   | 4  | 0    | 58%  | 7    | +1  |
| FC Galaxy                 | 2  | 2  | 0  | 0  | 11  | 0  | +11  | 100% | 6    | +2  |
| UNSAAC                    | 2  | 2  | 0  | 0  | 6   | 0  | +6   | 100% | 6    | +2  |
| Universidad San Martín    | 3  | 2  | 0  | 1  | 7   | 4  | +3   | 67%  | 6    | +1  |
| Deportivo Municipal       | 2  | 2  | 0  | 0  | 4   | 1  | +3   | 100% | 6    | +2  |
| Academia Cantolao         | 2  | 1  | 1  | 0  | 4   | 0  | +4   | 67%  | 4    | +1  |
| Stella Maris              | 3  | 1  | 1  | 1  | 6   | 7  | −1   | 44%  | 4    | 0   |
| Clan Medina               | 1  | 1  | 0  | 0  | 16  | 0  | +16  | 100% | 3    | +1  |
| Mirador Yanahuara         | 1  | 1  | 0  | 0  | 11  | 0  | +11  | 100% | 3    | +1  |
| Club Vepia                | 1  | 1  | 0  | 0  | 9   | 0  | +9   | 100% | 3    | +1  |
| Sport Luna                | 1  | 1  | 0  | 0  | 9   | 0  | +9   | 100% | 3    | +1  |
| Hatun Colca               | 1  | 1  | 0  | 0  | 6   | 0  | +6   | 100% | 3    | +1  |
| White Star                | 1  | 1  | 0  | 0  | 4   | 0  | +4   | 100% | 3    | +1  |
| Atlético Trujillo         | 1  | 1  | 0  | 0  | 5   | 3  | +2   | 100% | 3    | +1  |
| Atlético Arequipa         | 1  | 1  | 0  | 0  | 2   | 0  | +2   | 100% | 3    | +1  |
| Atlético Andahuaylas      | 1  | 1  | 0  | 0  | 3   | 2  | +1   | 100% | 3    | +1  |
| Virgen de la Natividad    | 1  | 1  | 0  | 0  | 2   | 1  | +1   | 100% | 3    | +1  |
| Flamengo FBC              | 1  | 1  | 0  | 0  | 2   | 1  | +1   | 100% | 3    | +1  |
| Sporting Medina           | 1  | 1  | 0  | 0  | 1   | 0  | +1   | 100% | 3    | +1  |
| Bolívar Academia          | 1  | 1  | 0  | 0  | 1   | 0  | +1   | 100% | 3    | +1  |
| Biavo FC                  | 2  | 0  | 2  | 0  | 2   | 2  | 0    | 33%  | 2    | 0   |
| Club Raza Arequipa        | 1  | 0  | 1  | 0  | 1   | 1  | 0    | 33%  | 1    | 0   |
| Sporting Victoria         | 2  | 0  | 1  | 1  | 2   | 4  | −2   | 17%  | 1    | −1  |
| Carlos A. Mannucci        | 4  | 0  | 1  | 3  | 2   | 5  | −3   | 8%   | 1    | −3  |
| Real Áncash               | 1  | 0  | 0  | 1  | 1   | 2  | −1   | 0%   | 0    | −1  |
| Universitario             | 4  | 0  | 0  | 4  | 1   | 17 | −16  | 0%   | 0    | −4  |
| Alianza Lima              | 4  | 0  | 0  | 4  | 1   | 21 | −20  | 0%   | 0    | −4  |
| Total                     | 67 | 37 | 13 | 17 | 163 | 90 | +73  | 62%  | 124  |     |

#### Por departamento del rival
| País        | PJ | PG | PE | PP | GF  | GC | Dif. | %    | Pts. | +/− |
| ----------- | -- | -- | -- | -- | --- | -- | ---- | ---- | ---- | --- |
| Arequipa    | 14 | 11 | 2  | 1  | 76  | 8  | +68  | 83%  | 35   | +10 |
| Lima        | 22 | 9  | 3  | 10 | 27  | 52 | −25  | 45%  | 30   | −1  |
| Ayacucho    | 4  | 4  | 0  | 0  | 14  | 3  | +11  | 100% | 12   | +4  |
| Cajamarca   | 6  | 3  | 2  | 1  | 13  | 6  | +7   | 61%  | 11   | +2  |
| La Libertad | 8  | 3  | 2  | 3  | 10  | 9  | +1   | 46%  | 11   | 0   |
| Cuzco       | 2  | 2  | 0  | 0  | 6   | 0  | +6   | 100% | 6    | +2  |
| Callao      | 2  | 1  | 1  | 0  | 4   | 0  | +4   | 67%  | 4    | +1  |
| Apurímac    | 1  | 1  | 0  | 0  | 3   | 2  | +1   | 100% | 3    | +1  |
| Tacna       | 1  | 1  | 0  | 0  | 2   | 1  | +1   | 100% | 3    | +1  |
| Junín       | 1  | 1  | 0  | 0  | 2   | 1  | +1   | 100% | 3    | +1  |
| Moquegua    | 1  | 1  | 0  | 0  | 1   | 0  | +1   | 100% | 3    | +1  |
| San Martín  | 2  | 0  | 2  | 0  | 2   | 2  | 0    | 33%  | 2    | 0   |
| Loreto      | 2  | 0  | 1  | 1  | 2   | 4  | −2   | 17%  | 1    | −1  |
| Áncash      | 1  | 0  | 0  | 1  | 1   | 2  | −1   | 0%   | 0    | −1  |
| Total       | 67 | 37 | 13 | 17 | 163 | 90 | +73  | 62%  | 124  |     |

### Estadísticas goleadoras

#### Top 15 de goleadoras históricas
Datos actualizados hasta el 7 de junio de 2025.
| Lugar | Jugadora          | Goles (total) | Goles (Era Amateur) | Goles (Era Profesional) | Años en el club |
| ----- | ----------------- | ------------- | ------------------- | ----------------------- | --------------- |
| 1.º   | Sofía Aguayo      | 25            | 22                  | 3                       | 2022-2023       |
| 2.º   | Raquel Bilcape    | 23            | ---                 | 23                      | 2024-act.       |
| 3.º   | Camila Perochena  | 19            | 10                  | 9                       | 2022-act.       |
| 4.º   | Marife Ramos      | 17            | 12                  | 5                       | 2022-act.       |
| 5.º   | Maricielo Mamani  | 15            | 12                  | 3                       | 2022-2024       |
| 6.º   | Rossy Quispe      | 11            | 11                  | ---                     | 2022-act.       |
| 7.º   | Johana Parada     | 8             | ---                 | 8                       | 2023            |
| 8.º   | Alba Soto         | 6             | ---                 | 6                       | 2023-act.       |
| 9.º   | Benny Chávez      | 5             | 5                   | ---                     | 2022-2023       |
| 10.º  | Anyella Martínez  | 4             | ---                 | 4                       | 2025-act.       |
| 11.º  | Sara Vargas       | 3             | ---                 | 3                       | 2023            |
| 12.º  | Sara Angulo       | 3             | ---                 | 3                       | 2024            |
| 13.º  | Rosa Ahjima       | 3             | 3                   | ---                     | 2022            |
| 14.º  | Erika Laucata     | 2             | ---                 | 2                       | 2022-act.       |
| 15.º  | Yaquelin Sucapuca | 2             | 1                   | 1                       | 2022-act.       |
| 16.º  | Anapaula Márquez  | 2             | 1                   | 1                       | 2022-act.       |
| 17.º  | Ariana Alpaca     | 2             | 2                   | ---                     | 2022            |

- La arequipeña Sofía Aguayo es la máxima goleadora en la historia del club con 25 goles, además de ser la máxima goleadora en la Copa Perú Femenina, teniendo 22 goles.
- La arequipeña Raquel Bilcape es la máxima goleadora en la Liga Femenina FPF con 23 goles.
- La colombiana Johana Parada es la máxima goleadora extranjera con 8 goles.

#### Goleadoras por año
| Año  | Nombre         | Goles |
| ---- | -------------- | ----- |
| 2022 | Sofía Aguayo   | 22    |
| 2023 | Johana Parada  | 8     |
| 2024 | Raquel Bilcape | 13    |

## Entrenadores

### Lista de entrenadores
| Entrenador       | Años en el club |
| ---------------- | --------------- |
| Verónica Pinares | 2019            |
| Lucy Rodríguez   | 2022            |
| Javier Uturunco  | 2023            |
| Víctor Balta     | 2024 -          |

### Entrenadoras destacadas
- Verónica Pinares:  Campeón interregional de Copa Femenina Juvenil sub-14 2019.
- Lucy Rodríguez:  Campeón Copa Perú Femenina 2022, ascendió a la Primera División del Fútbol Femenino en su primera participación.

## Palmarés

### Torneos nacionales (1)
| Competición nacional     | Títulos | Subcampeonatos |
| ------------------------ | ------- | -------------- |
| Copa Perú Femenina (1/0) | 2022.   |                |

- En negrita competiciones en activo.

### Torneos regionales (3)
| Competición regional                 | Títulos | Subcampeonatos |
| ------------------------------------ | ------- | -------------- |
| Etapa Regional - Región VII (1/0)    | 2022.   |                |
| Liga Departamental de Arequipa (1/0) | 2022.   |                |
| Liga Provincial de Arequipa (0/1)    |         | 2022.          |
| Liga Distrital de Cayma (1/0)        | 2022.   |                |

- En negrita competiciones en activo.

### Torneos nacionales juveniles (7)
- Copa Femenina Juvenil Sub-14 - Interregional (1): 2019.
- Copa Femenina Juvenil Sub-14 - Departamental (3): 2019, 2023, 2024.
- Copa Femenina Juvenil Sub-16 - Departamental (3): 2019, 2023, 2024.